# Umgekehrte Psychologie
Umgekehrte Psychologie bezeichnet einen psychologischen Trick, mithilfe dessen man eine Person dazu bringen kann, etwas zu tun, indem man sie dazu auffordert, sie soll genau das Gegenteil von dem machen, was man möchte. Dabei spielt die Theorie der psychologischen Reaktanz eine entscheidende Rolle bei dieser Manipulationstechnik, die eine Person unbewusst dazu veranlasst, genau das Gegenteil von dem zu tun, was man von ihr verlangt.

## Theorie der psychologischen Reaktanz
Die Motivationstheorie der psychologischen Reaktanz, der die umgekehrte Psychologie zugrunde liegt, beschreibt, wie Personen auf eine Eliminierung oder Einengung der eigenen Freiheit reagieren. Diese tritt in Kraft, wenn Personen, die ihre Freiheitsspielräume für wichtig halten, eine Einengung oder Eliminierung dieser wahrnehmen. Dann ist die Reaktanz die Motivation, die uns dazu veranlasst, die eingeengten oder eliminierten Freiheitsspielräumen wiederherzustellen.

## Anwendungsbereiche

### Marketing
Im Bereich des Marketings und der Werbung ist die Methode der umgekehrten Psychologie ein recht übliches Mittel, um Produkte zu bewerben. Die Konsumenten werden dabei oft mit einer Werbung konfrontiert, die eine negative Botschaft oder einen negativen Slogan über das beworbene Produkt enthält. Dies weckt das Interesse der Konsumenten und motiviert sie dazu, sich mehr über das Produkt zu informieren oder es möglicherweise sogar zu kaufen.

### Psychotherapie
In der Psychotherapie findet besonders die mit der umgekehrten Psychologie eng verbundene paradoxe Intervention Anwendung, um festgefahrene Sichtweisen zu erschüttern und so zu einer Problemlösung zu gelangen.

### Dating & Beziehungen
Menschen fühlen sich besonders zu Dingen oder Menschen angezogen, für die sie arbeiten müssen, und verlieren ihren Anreiz, wenn etwas zu leicht für sie erhältlich ist. Wenn eine Person also den Eindruck erzeugt, dass sie schwer zu bekommen ist, werden es Menschen oft versuchen, diese Person für sich zu gewinnen, um das eigene Selbstwertgefühl aufrechtzuerhalten.
Andererseits kann in einer Beziehung eine bewusst schlechte Behandlung auch ein Mittel der umgekehrten Psychologie sein, die den Partner dazu motivieren kann, seinen Partner besser zu behandeln.

### Kindererziehung
Auch in der Erziehung eines Kindes machen sich Eltern oft die Mittel der umgekehrten Psychologie zu Nutze, da Kinder oft dazu tendieren, den Anforderungen ihrer Eltern mit Reaktanz zu antworten, um sich vor einer Gefährdung ihrer Freiheitsspielräume zu schützen. Eltern sollten aber aufpassen, wie oft und auf welche Art und Weise sie diese erzieherische Strategie anwenden, da umgekehrte Psychologie auch schon von Kindern als manipulativ, provokativ, unfair und unehrlich erkannt werden kann. Dadurch kann sich einerseits die Beziehung zwischen Eltern und Kind verschlechtern und andererseits kann sowohl die Autorität als auch die Überzeugungskraft der Eltern untergraben werden.